# Фомино (Удмуртия)
Фомино — деревня в Воткинском районе Удмуртии, входит в Июльское сельское поселение, расположена в 9 км к юго-востоку от центра сельского поселения села Июльское.

## История
Основана деревня Фомино выходцами из д. Сиверуха (ныне деревня не существует).
В церковных книгах 1818 года встречается починок Молчановский.
По данным 1859 года в деревне Фомина (Тиги) было 47 дворов, проживало: 140 женщин и 143 мужчины..
В 1892 году деревня была так описана в данных статистики: «Деревня Фомино (Тиги) расположена при речке Тиганайке, в 40 в. от г. Сарапула, в 12 в. от волостного правления и в 8 в. от школы и церкви. Населяют её русские, б. непременные работники, православные. Первые переселенцы приехали сюда из деревни Сиверухи этой же волости. Земля делится по наличным душам мужского пола. В деревне имеется одна молотилка, 10 шт. веялок и одна общественная водяная мукомольная мельница.»
По данным 1928 года в Фомино (Тиги) проживало 434 человека..
Рядом с деревней Фомино располагается Тигинский пруд.

## Фольклор
Исконным праздником деревни считается Иванов День, отмечаемый жителями в июне. В это день принято ходить друг к другу в гости. После Иванова дня начинается сенокос, до окончания которого праздников не отмечали.

## Примечания

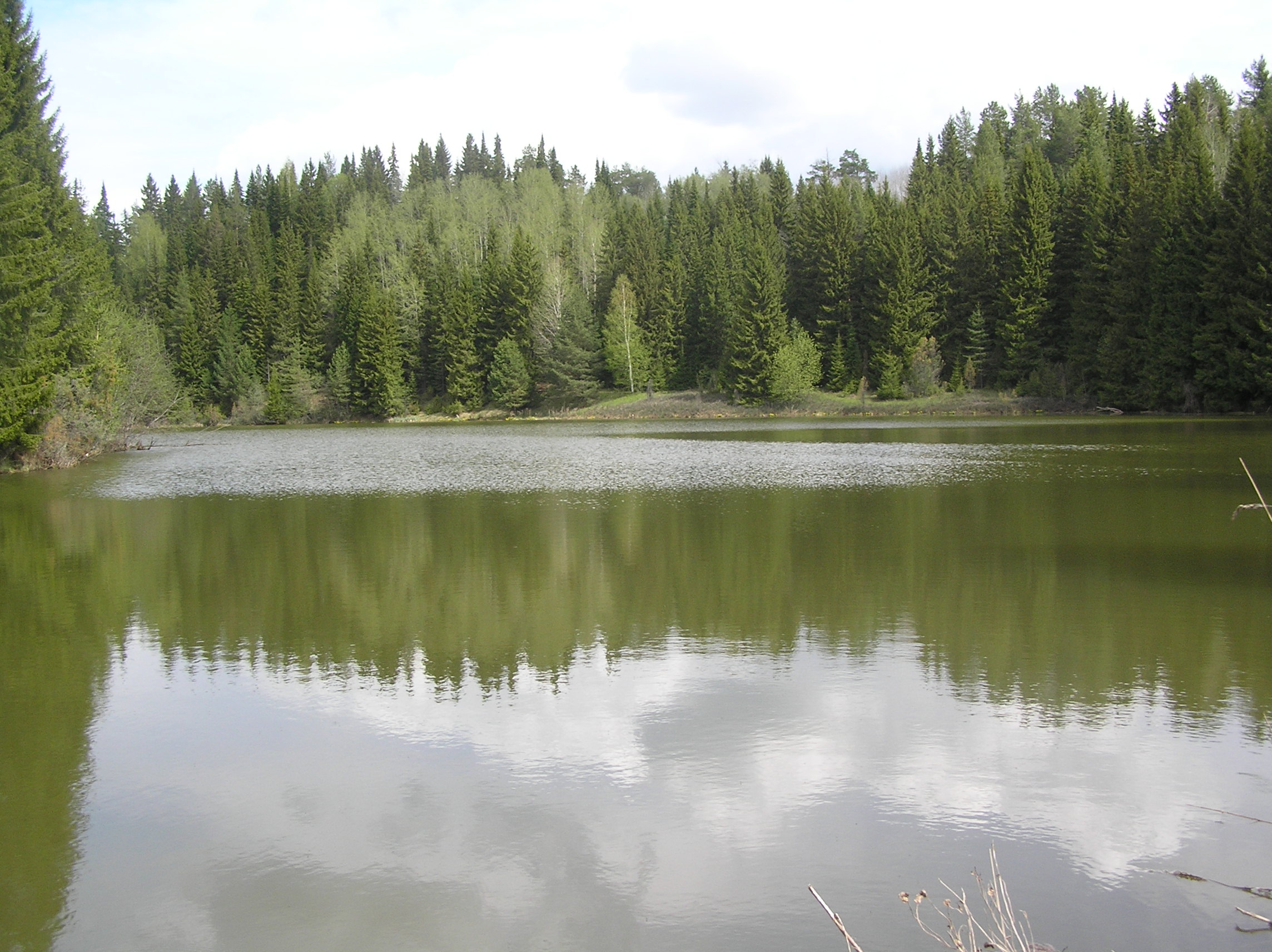
Тигинский пруд
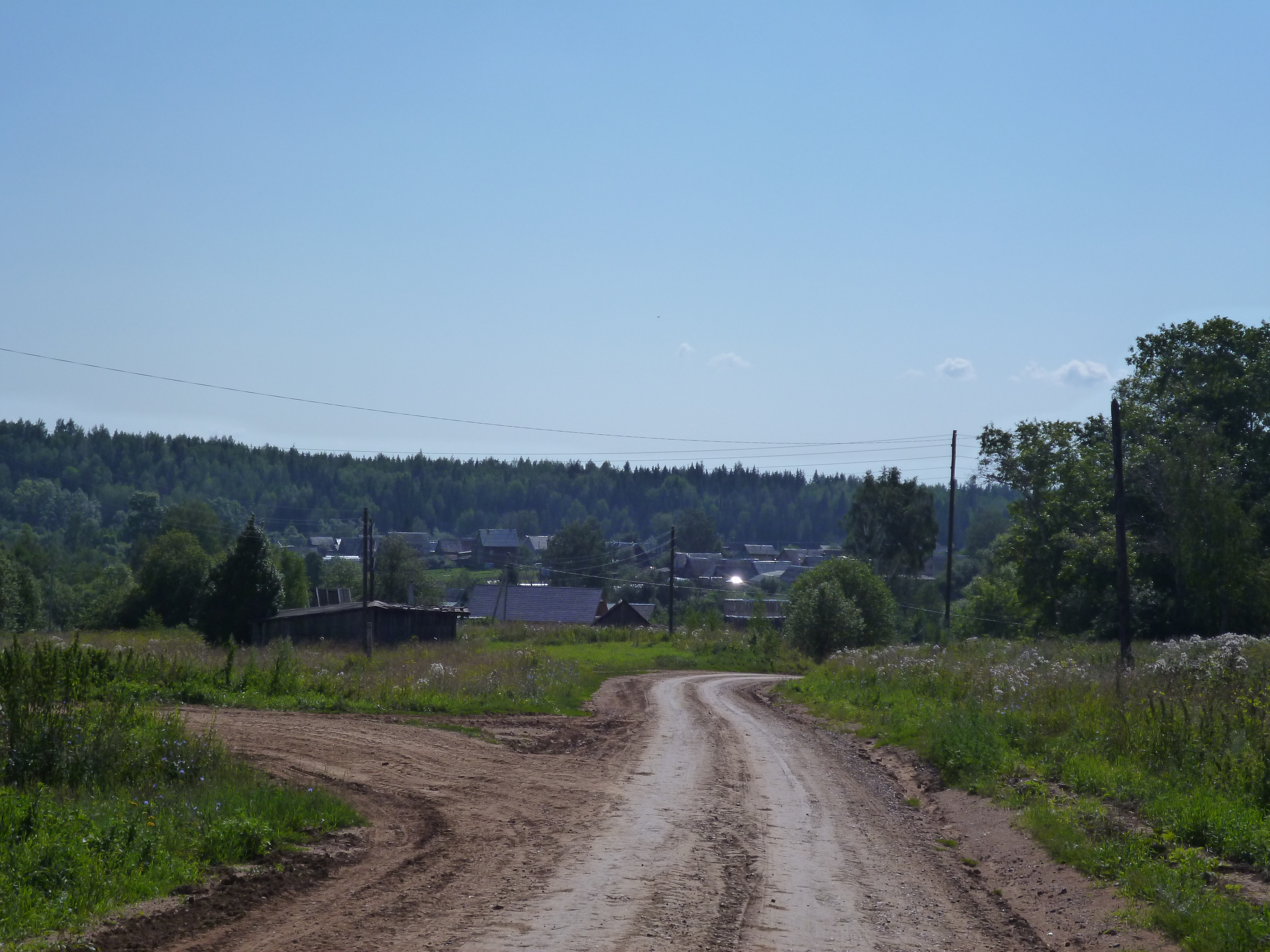
Деревня Фомино
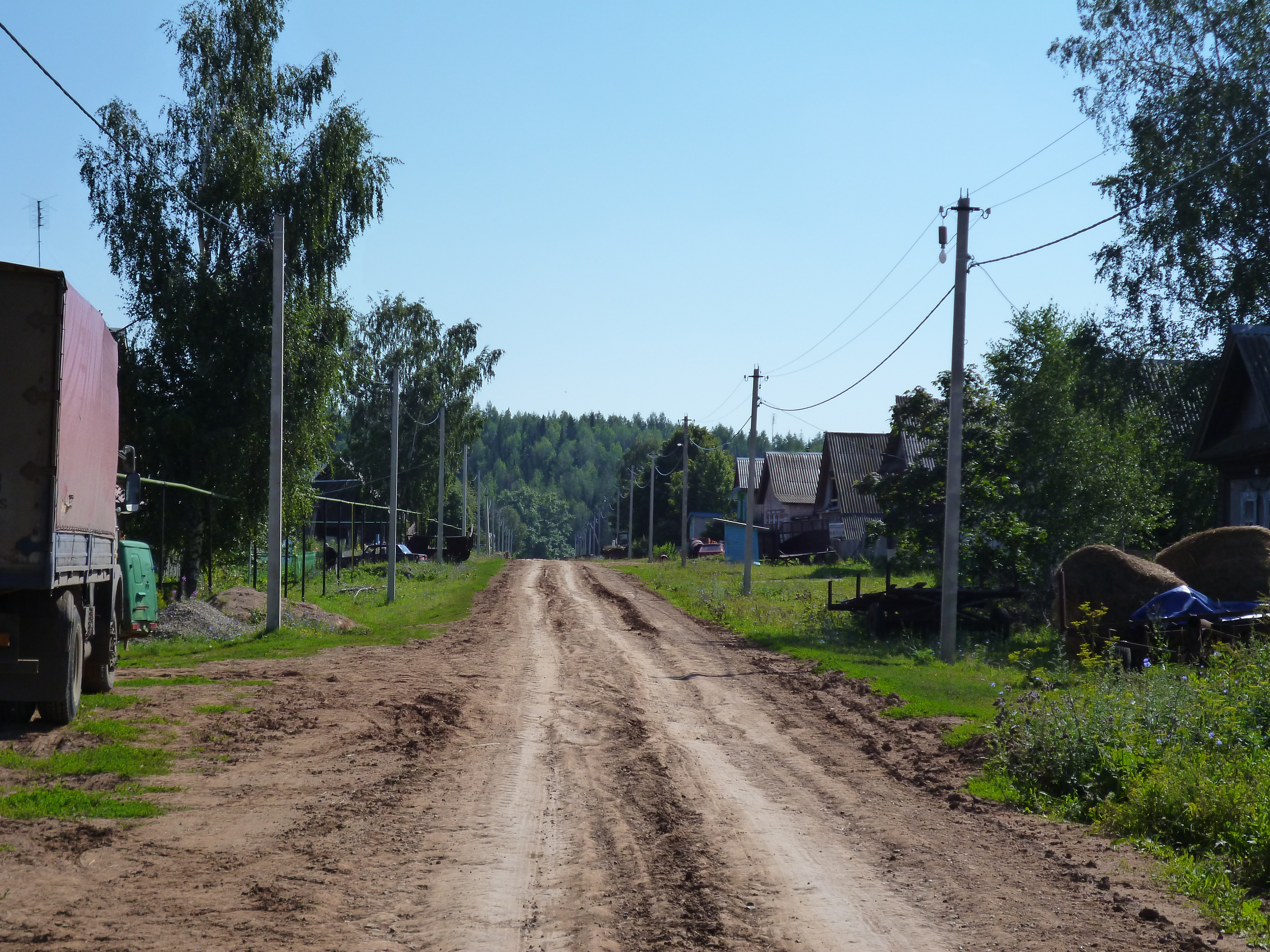
Центральная улица
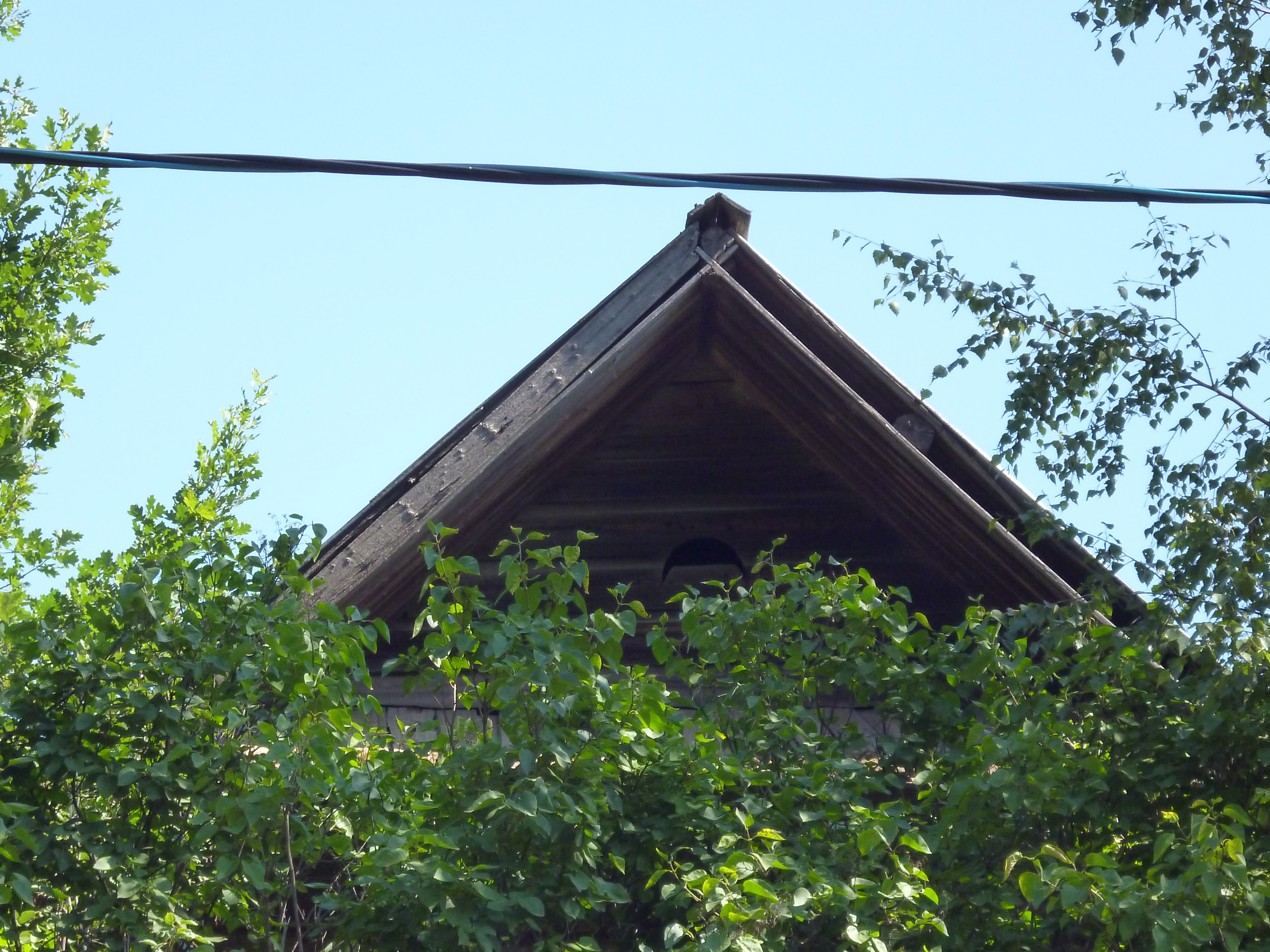
Фронтон одного из домов в д. Фомино
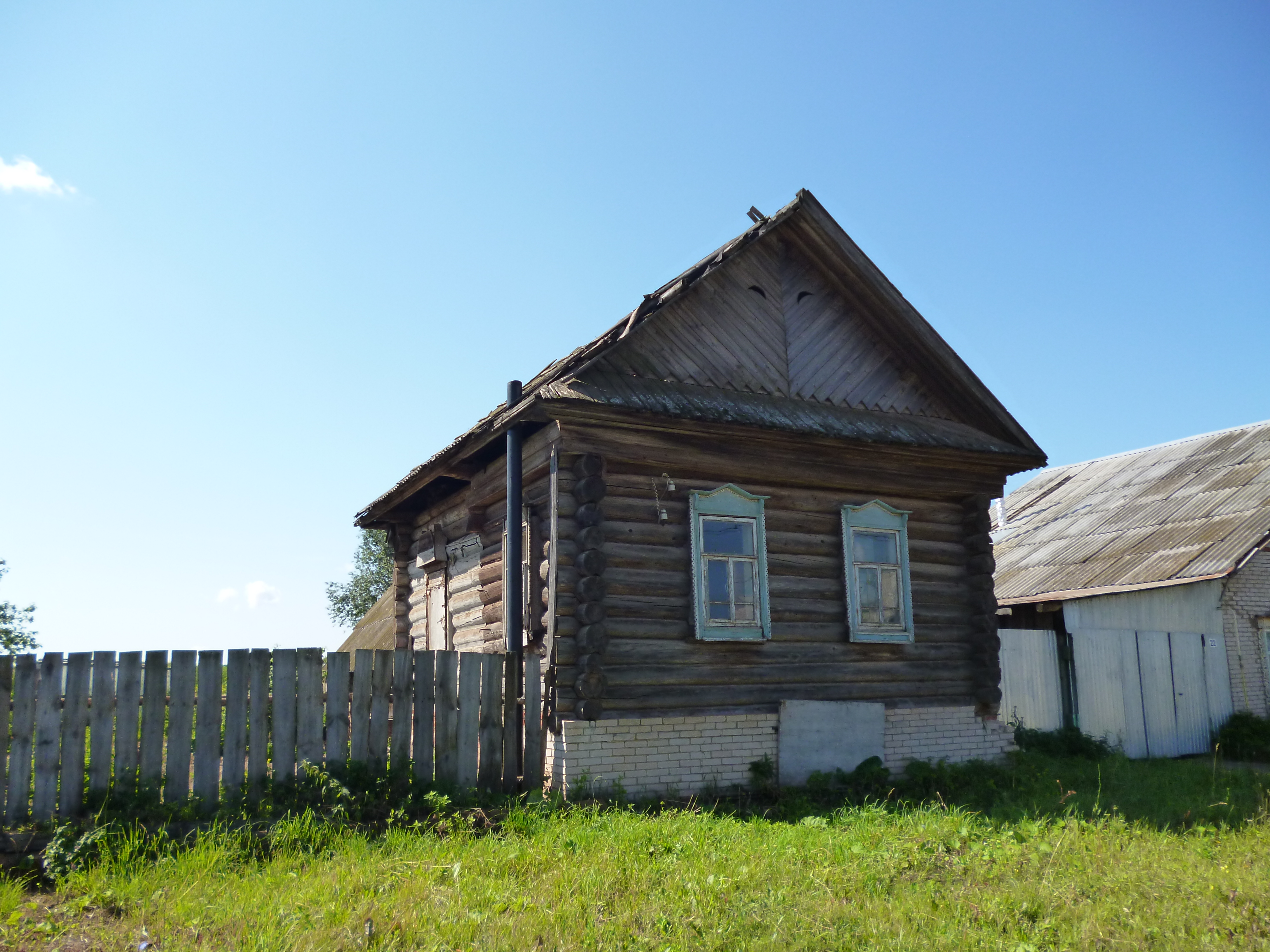
Старый дом в д.Фомино
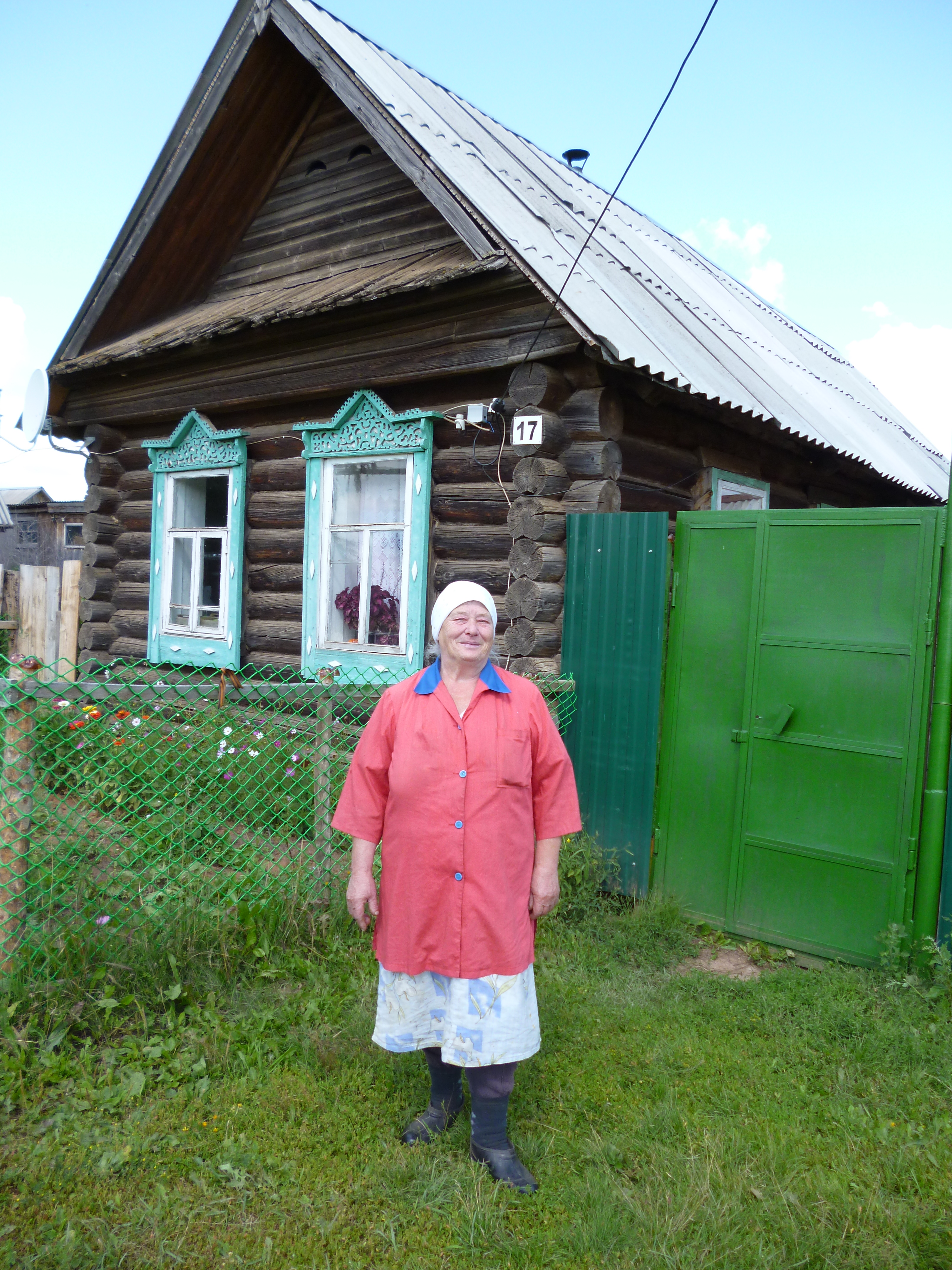
Жительница д. Фомино Рожина Е.И.